# Antonia Bird
Antonia Jane Bird (ur. 27 maja 1951 w Londynie, zm. 24 października 2013 tamże) – brytyjska reżyser filmowa.

## Filmografia
seriale
- 1984: The Bill
- 1988: Thin Air
- 1991: The Men’s Room
- 2013: The Village

film
- 1992: A Masculine Ending
- 1994: Ksiądz
- 2000: Opieka
- 2014: Cross My Mind

## Nagrody i nominacje
Została uhonorowana nagrodą Teddy i nagrodą Publiczności, a także otrzymała nominację do nagrody BAFTA.